# Grandcamp-Maisy
Grandcamp-Maisy é uma comuna francesa na região administrativa da Normandia, no departamento Calvados. Estende-se por uma área de 14,81 km². Em 2010 a comuna tinha 1 578 habitantes (densidade: 106,5 hab./km²).